# Campo indiano
Campo indiano è un racconto scritto da Ernest Hemingway; pubblicato nel 1924 a cura di Ford Madox Ford nella rivista letteraria "Transatlantic review" a Parigi e poi in volume l'anno successivo. Questo è uno dei primi dei racconti che vedono come protagonista Nick Adams, personaggio semi-autobiografico dell'autore.
Racconto d'iniziazione, include temi quali il parto e la paura della morte, i quali permeano gran parte del lavoro successivo di Hemingway.

## Trama
La storia è raccontata dal punto di vista di un ragazzetto, Nick, figlio di un medico di campagna. Poche ore prima dell'alba il padre viene improvvisamente chiamato al campo indiano - che si trova nei pressi di un lago - dai nativi americani che vi risiedono, per aiutare nel parto una donna della tribù, in travaglio da giorni.
Entrati nella tenda trovano la giovane donna sdraiata sulla parte inferiore di un letto a castello, mentre in quella superiore giace il marito con un piede ferito. Il dottore si rende presto conto che si tratta di un parto podalico, cioè il bambino non sta uscendo per la testa, ma al contrario; si trova così costretto ad effettuare un taglio cesareo utilizzando un coltello a scatto ed avendo come assistente solamente il figlio.
La donna urla come un'ossessa durante tutto il corso dell'operazione ed arriva a mordere ad una mano lo zio di Nick mentre questi sta tentando di tenerla ferma. Dopo l'avvenuta nascita, il padre di Nick si rivolge al giovane marito della donna ancora sdraiato sul letto superiore, per scoprire solo che s'è silenziosamente tagliato la gola con un rasoio affilatissimo durante l'operazione.
Nick viene inviato fuori dalla tenda: la vicenda si conclude col bambino e il padre che hanno preso in prestito una canoa per dirigersi in mezzo al lago. Il ragazzo non riesce proprio a capire perché l'uomo si sia ucciso, ed in silenzio si ripete tra sé e sé che lui, invece, non morirà mai.